# Amir Richardson
Michael Amir Richardson (Niza, Francia, 24 de enero de 2002) es un futbolista marroquí que juega de centrocampista en la ACF Fiorentina de la Serie A.

## Trayectoria
Pasó por la cantera del O. G. C. Niza, antes de incorporarse al Le Havre A. C.
Debutó como profesional con el Le Havre el 15 de mayo de 2021, siendo titular en el partido de Ligue 2 contra el campeón de liga del E. S. Troyes A. C. El 9 de julio de 2021 firmó su primer contrato profesional con el Le Havre.

## Selección nacional
Por su herencia familiar y su lugar de nacimiento, Richardson resultó elegible para jugar en los seleccionados de Francia, Estados Unidos y Marruecos. 
En 2021 actuó con la selección sub-20 de Francia en un par de partidos amistosos, y al año siguiente participó con ese equipo del Torneo Maurice Revello de 2022.
Sin embargo, en 2023 aceptó la convocatoria de la selección sub-23 de Marruecos para disputar la Copa Africana de Naciones Sub-23 de 2023, torneo que finalmente conquistarían los marroquíes. Hizo su debut con la selección absoluta en un amistoso ante Burkina Faso, jugado el 12 de septiembre de 2023 en el Estadio Bollaert-Delelis de la ciudad francesa de Lens.

## Vida personal
Es hijo del exjugador de baloncesto estadounidense Micheal Ray Richardson y de madre franco-marroquí.

## Estadísticas

### Clubes
Actualizado al último partido disputado el 7 de noviembre de 2024.
| Club                    | Div.          | Temporada     | Liga  | Liga  | Copas nacionales | Copas nacionales | Copas internacionales | Copas internacionales | Total | Total |
| Club                    | Div.          | Temporada     | Part. | Goles | Part.            | Goles            | Part.                 | Goles                 | Part. | Goles |
| ----------------------- | ------------- | ------------- | ----- | ----- | ---------------- | ---------------- | --------------------- | --------------------- | ----- | ----- |
| Le Havre A. C. Francia  | 2.ª           | 2020-21       | 1     | 0     | 0                | 0                | —                     | —                     | 1     | 0     |
| Le Havre A. C. Francia  | 2.ª           | 2021-22       | 33    | 0     | 1                | 0                | —                     | —                     | 34    | 0     |
| Le Havre A. C. Francia  | 2.ª           | 2022-23       | 34    | 3     | 0                | 0                | —                     | —                     | 34    | 3     |
| Le Havre A. C. Francia  | Total club    | Total club    | 68    | 3     | 1                | 0                | 0                     | 0                     | 69    | 3     |
| Stade de Reims Francia  | 1.ª           | 2023-24       | 28    | 3     | 0                | 0                | —                     | —                     | 28    | 3     |
| Stade de Reims Francia  | Total club    | Total club    | 28    | 3     | 0                | 0                | 0                     | 0                     | 28    | 3     |
| ACF Fiorentina · Italia | 1.ª           | 2024-25       | 7     | 0     | 0                | 0                | 4                     | 0                     | 11    | 0     |
| ACF Fiorentina · Italia | Total club    | Total club    | 7     | 0     | 0                | 0                | 4                     | 0                     | 11    | 0     |
| Total carrera           | Total carrera | Total carrera | 103   | 6     | 1                | 0                | 4                     | 0                     | 108   | 6     |

## Palmarés

### Torneos internacionales
| Título           | Selección                     | Sede  | Año  |
| ---------------- | ----------------------------- | ----- | ---- |
| Juegos Olímpicos | Selección sub-23 de Marruecos | París | 2024 |